# راینر هانشکه
راینر هانشکه (آلمانی: Rainer Hanschke؛ زادهٔ ۲۲ دسامبر ۱۹۵۱) ژیمناست هنری اهل آلمان بود.